# Robinsonova–Gabrielova syntéza
Robinsonova–Gabrielova syntéza je organická vnitromolekulární reakce 2-acylaminoketonů spojená s následnou dehydratací za vzniku oxazolů. Používají se při ní cyklodehydratační činidla.
Výchozí 2-acylaminoketon lze získat Dakinovou–Westovou reakcí.

## Mechanismus
Protonací ketoskupiny (1) se vytvoří meziprodukt, který je dále cyklizován (2) a dehydratován (3); oxazolový kruh je méně zásaditý než použitý 2-acylamidoketon a tak jej lze snadno neutralizovat (4).
Nejvyšší Lewisovskou zásaditost má amidový kyslík, právě tento se tak zabudovává do vznikajícího oxazolu.

## Obměny

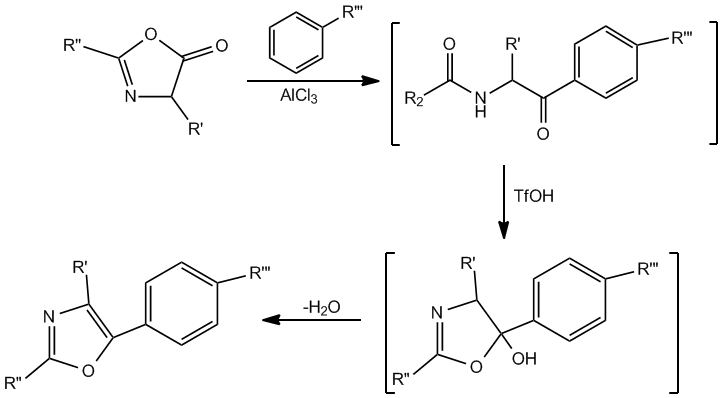
Příklad jednonádobové syntézy oxazolů pomocí oxazolonů

Je známo i provedení Robinsonovy–Gabrielovy syntézy v pevné fázi. Jako cyklodehydratační činidlo se při ní používá anhydrid kyseliny trifluoroctové v etherovém rozpouštědlu a 2-acylamidoketon, které se spojí skrz atom dusíku za vzniku benzhydrylové sloučeniny.
Oxazoly lze vytvářet z oxazolonů pomocí spojení Friedelových-Craftsových a Robinsonových–Gabrielových reakcí. Při jedné takové syntéze byly použity jako Lewisova kyselina pro Friedelovu-Craftsovu reakci chlorid hlinitý a jako dehydratační činidlo v Robinsonově-Gabrielově části kyselina trifluormethansulfonová.
Jiné rozšíření této reakce umožňuje připravovat substituované oxazoly ze snadno dostupných derivátů aminokyselin. Děje se tak prostřednictvím oxidace vedlejších řetězců β-ketoamidů Dessovým-Martinovým činidlem a následnou cyklodehydratací vytvořených meziproduktů trifenylfosfinem, jodem, a triethylaminem.
Popsáno bylo také spojení Ugiovy a Robinsonovy–Gabrielovy reakce. Oxazol se vytvářel z Ugiova meziproduktu, vhodného pro Robinsonovy-Gabrielovy cyklodehydratace za použití kyseliny sírové.

## Cyklodehydratační činidla
Pro Robinsonovy–Gabrielovy syntézy je dostupná řada cyklodehydratačních činidel. Jako první se používala koncentrovaná kyselina sírová, dalšími používanými jsou například chlorid fosforečný, oxid fosforečný, trichlorid fosforylu, chlorid thionylu, smíšený anhydrid kyseliny fosforečné a octové, polyfosforečné kyseliny, a fluorovodík.

## Využití
Oxazoly jsou častými substrukturami přírodních látek a jedná se tak o předměty chemického i farmaceutického zájmu. Robinsonova–Gabrielova syntéza byla zahrnuta do několika studií zabývajících se molekulami s oxazolovými kruhy, jako jsou diazonamid A, diazonamid B, bisfosfinplatnaté komplexy, mykalolid A, a (−)-muskorid A.
Eric Biron et al. vyvinuli syntézu 1,3-oxazolových peptidů v pevné fázi z dipeptidů oxidací postranních řetězců s následnou cyklodehydratací β-ketoamidů.